# Lützen
Lützen é um município da Alemanha, situado no distrito de Burgenlandkreis, no estado de Saxônia-Anhalt. Tem 108,28 km² de área, e sua população em 2019 foi estimada em 8.523 habitantes.